# Vereniging van Imams in Nederland
De Vereniging van Imams in Nederland of VIN is een islamitische organisatie die in 1995 door een groep imams is opgericht. Bij de vereniging waren in 2006 110 imams aangesloten, de meeste van Marokkaanse afkomst. Voorzitter is EL Bakkali El Khammar.
De vereniging is opgericht om coördinatie en een wettelijke structuur te geven aan het algemeen belang waar een imam rekening mee houdt. Daarbij stelt de VIN zich ten doel om de rol van de imam effectiever te maken, de wettelijke status van de imam vast te leggen, eenheid te creëren binnen de moslimgemeenschap en een participatie binnen de Nederlandse samenleving en het behouden van een onderling wederzijds respect met zowel niet-islamitische Nederlanders als met de overheid.
De VIN laat regelmatig nieuwsberichten uitgaan naar de media. Daarnaast organiseert ze lezingen op plaatselijk en op landelijk niveau en verzorgt ze de uitgave en de vertaling van boeken. Daarnaast houdt de VIN toezicht op de Stichting Halal Service Benelux die vlees en vleesproducten keurt en deze het predicaat 'halal-correct' kan geven. 